# Diplomat (Schreibwaren)

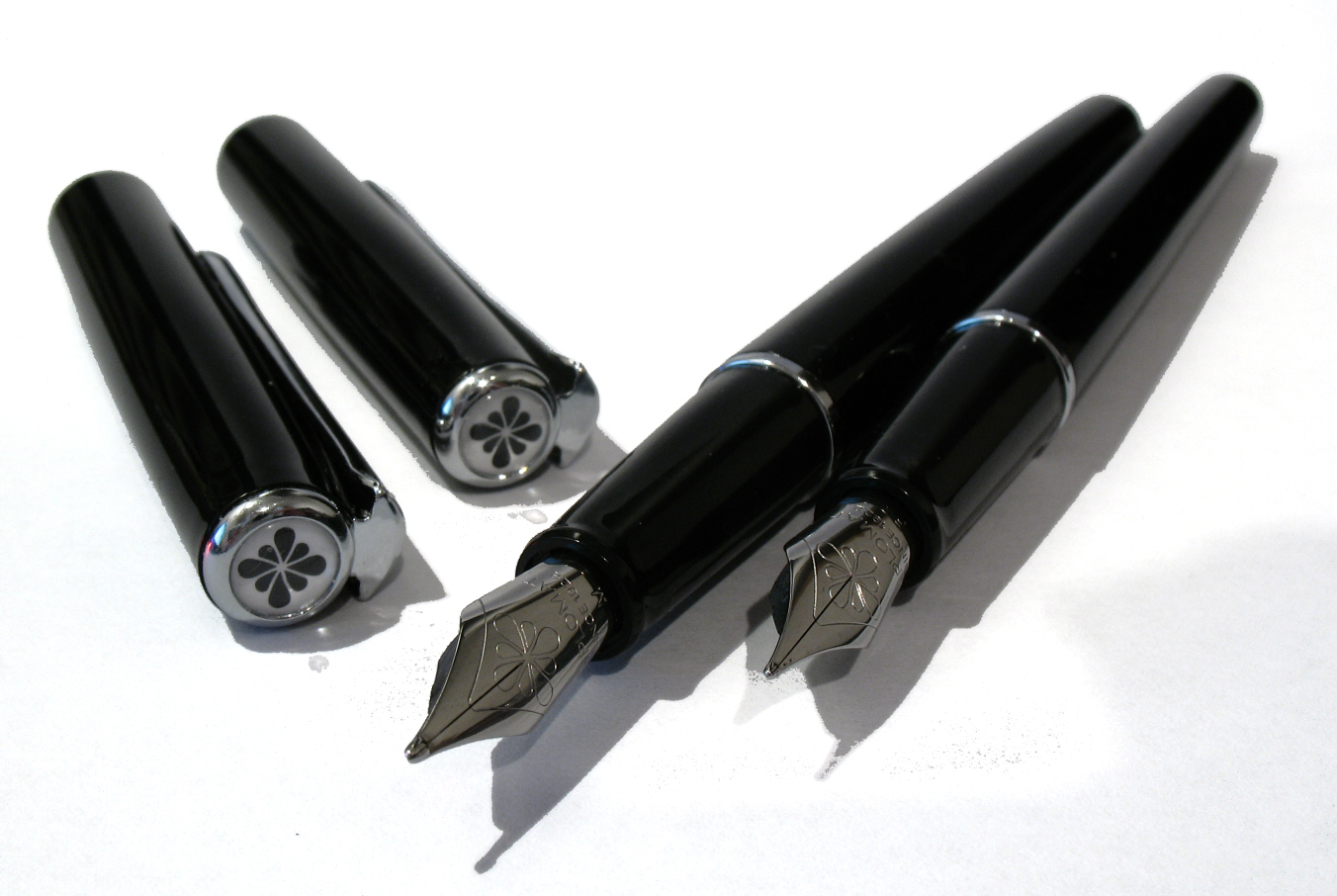
Füllfederhalter Diplomat Traveller in den Federstärken M und F; gut zu erkennen: das Firmenlogo in der Kappe

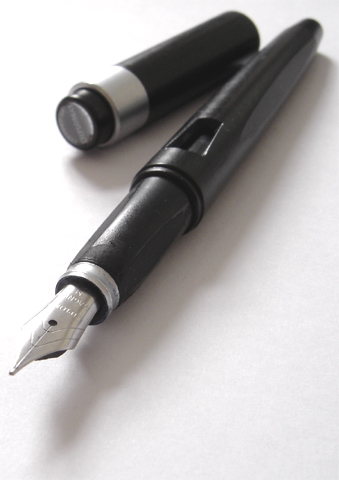
Füllfederhalter der Produktlinie Magnum by Diplomat

Diplomat ist ein deutscher Hersteller von Schreibgeräten.

## Geschichte
Das Unternehmen wurde 1922 in Hennef von Carl Räuchle als Werkstatt für gedrechselte Füllfederhalter gegründet. Lange Zeit war die Marke nahezu unbekannt. Größere Bekanntheit erlangte sie in den 1950er Jahren, als Diplomat als einer der ersten Hersteller in Deutschland einen Druckkugelschreiber auf den Markt brachte und so den aus den USA kommenden Kugelschreiber in Deutschland populär machte. 1958 stellte Diplomat den ersten Patronenfüller vor. Das Konzept verbreitete sich in der Folge sehr schnell.
In den 1980er Jahren wurde Diplomat vom Stuttgarter Unternehmen Imco übernommen, das 1986 eine insolvente Schreibgerätefirma in Pforzheim übernahm. 1996 kaufte Herlitz die Marke und führte sie als eigenständiges Tochterunternehmen weiter, die Produktionsstätten zogen nach Berlin um. 2001 wurde die Produktion ins sächsische Cunewalde verlegt. Dort wurden bereits in der DDR die Schreibwaren der Marke Markant produziert. 2004 wurde Diplomat dann an die Firma Helit verkauft. Zum 1. September 2016 ging Diplomat an den französischen Unternehmer Mathias Ringeard über, der heute als Geschäftsführer der Diplomat Deutschland GmbH fungiert.

## Produkte
Diplomat stellt vor allem Füllfederhalter und Kugelschreiber sowie Zubehör für diese Schreibgeräte her. Dabei gliedert sich das Produktportfolio in drei Gruppen:
- Diplomat: hochwertige klassische Schreibgeräte
- Magnum by Diplomat: funktionale Schreibgeräte
- Penxacta by Diplomat: Fineliner
- Spacetec by Diplomat: innovative Schreibgeräte, die mit ihrer Gasdruckmine sowohl mit der Spitze nach oben, bei Schwerelosigkeit, unter Wasser als auch bei extremen Temperaturbedingungen von −50 °C bis 200 °C schreiben. Diese Technologie wurde ursprünglich durch die Firma Fisher Space Pen für den Einsatz im Weltraum entwickelt.